# Sant Jordi de Treumal
La capella ortodoxa del Comtat de Sant Jordi de Treumal (rus: Приход в честь святого великомученика Георгия и святой мученицы Анастасии, és una capella ortodoxa de Calonge (Baix Empordà) protegida com a Bé Cultural d'Interès Local.

## Descripció
És una capella de planta circular amb una porxada d'arcs de mig punt sostinguts per columnes ventrudes d'ordre toscà. A la part de l'altar s'obre un absis semicircular amb dues portes laterals i un passadís que fa de sagristia. El mur està recorregut per 8 finestres de mig punt amb vitralls de figures (Mare de Déu del Carme, sant Pere Pescador, sant Francesc de Paula, santa Bàrbara, sant Ramon de Penyafort, sant Llorenç, sant Isidre llaurador i sant Josep). Sobre la porta rectangular hi ha un ull de bou. Una cornisa segueix tot el perímetre i al capdamunt hi ha 12 ulls de bou més petits. Està coberta per una cúpula semiesfèrica de rajola vidriada verda sobre la qual s'aixeca una llanterna campanar de 8 arcs rematada per una creu de ferro forjat. Les motllures, els marcs de les obertures i els capitells i bases de les columnes són de terracota destacant sobre l'emblanquinat del mur.
Hi ha una escultura acadèmica d'alabastre de Joan Rebull realitzada el 1951, representant sant Jordi.

## Història
La capella és obra de l'arquitecte Guillem de Cops i fou construïda l'any 1947. Es consagrà cinc anys més tard. L'any 1953 es col·loca la imatge de Sant Jordi a la fornícula de l'altar. Fins a l'agost del 2014, era una capella sufragània de Sant Martí de Calonge, moment al qual el propietari, el Bisbat de Girona, va vendre'l a l'Església Ortodoxa ucraïnesa per 600.000 euros. Actualment pertany a la diòcesi d'Espanya i de Portugal de l'Església Ortodoxa Russa (patriarcat de Moscou).